# دنیس اوبرایان
دنیس اوبرایان (انگلیسی: Denis O'Brien؛ زادهٔ ۱۹ آوریل ۱۹۵۸) کارآفرین و سرمایه‌دار اهل جمهوری ایرلند است، که در سال ۲۰۰۱ شرکت دیجی‌سل را تأسیس کرد.